# جو مانلي
جو مانلي (بالإنجليزية: Joe Manley)‏ مواليد 11 يونيو 1959 في ليما، هو ملاكم محترف أمريكي يصنف ضمن فئة وزن خفيف الوسط. حقق بطولة الاتحاد الدولي للملاكمة.

## إحصائيات
خاض خلال مسيرته 39 نزالا، فاز في 29 وتعادل في 2 وخسر في 8. فاز بالضربة القاضية في 14 نزالا.

## روابط خارجية
- جو مانلي على موقع بوكس ريك (الإنجليزية) (registration required)